# Magnum Force (label)
Pour les articles homonymes, voir Magnum Force.
Magnum Force est le label d’une compagnie de disque indépendant. Il a produit Duane Eddy et Gene Vincent.